# 김병련
김병련(金秉連, 1906년 1월 14일 ~ ?)은 일제강점기의 경찰이다.

## 생애
1927년 4월 1일 조선총독부 순사로 임명되었으며 1927년 6월 30일부터 함경남도 호인경찰서 순사로 재직했다. 1930년 8월 16일 함경남도 운전경찰관주재소에서 근무하기도 했지만 나중에 경찰서로 복직했고 1933년 9월 30일부터 1937년까지 함경남도 호인경찰서에서 고등계 형사로 근무했다.
함경남도 호인경찰서 고등계 형사로 재직 중이던 1936년 국경 지대에서 활동하고 있던 항일 무장 세력에 대한 사찰 활동을 수행했으며 경찰이 조직한 토벌대에 가담하여 항일 무장 세력에 대한 무력 탄압에 협력했다. 중일 전쟁 때인 1937년 7월 14일부터 1939년 5월 4일까지 국경 지대 경비 업무와 항일 무장 세력에 대한 사찰, 감시, 검거, 첩보 업무를 수행하는 한편 중국 공산당 조선 내 항일인민전선 결성 및 지나 사변 후방 교란사건 당시 검거 수색대에 참여하여 일본의 침략 전쟁에 적극 협력했다.
1937년 6월 5일 만주사변에 협력한 공로를 인정받아 일본 정부로부터 만주 사변 종군기장을 받았으며, 1937년 7월 7일 훈8등 서보장을 받았다. 1938년 3월 30일 일본 정부의 만주 사변 공적 조서에서 훈로 을(勳勞 乙)에 상신되어 공로 갑(功勞 甲)을 받았고, 1940년 4월 29일 중일 전쟁에서 세운 공적을 인정받아 일본 정부의 지나 사변 공적 조서에서 공로(功勞)에 상신되었다. 
민족문제연구소의 친일인명사전 수록자 명단의 경찰 부문, 친일반민족행위진상규명위원회가 발표한 친일반민족행위 705인 명단에 포함되었다.

## 참고자료
- 친일반민족행위진상규명위원회 (2009). 〈김병련〉. 《친일반민족행위진상규명 보고서 Ⅳ-2》. 서울. 570~577쪽.